# Sako Pasia Talang
Sako Pasia Talang is een bestuurslaag in het regentschap Solok Selatan van de provincie West-Sumatra, Indonesië. Sako Pasia Talang telt 1727 inwoners (volkstelling 2010).